# Gelis minimus
Gelis minimus là một loài tò vò trong họ Ichneumonidae.